# Lose Heart
「Lose Heart」（ルーズ・ハート）は、LEGOLGELの2枚目のシングル。1999年4月1日にポリグラムから発売された。

## 概要
- 前作「時空旅行」から1ヶ月後の発売となった[2]。
- 「Lose Heart」は、毎日放送制作のテレビアニメ『デビルマンレディー』の後期エンディングテーマとして使用された[3]。
- 2曲ともアルバム未収録となっている。

## 収録曲
（全作詞：有森聡美、編曲：山口一久 & LEGOLGEL）
1. Lose Heart [5:47]
作曲：山口一久
  - 毎日放送系テレビアニメ『デビルマンレディー』後期エンディングテーマ[3]
2. ひらり [4:42]
作曲：T.J
3. Lose Heart -instrumental-